# Masacre de Flor de la Frontera
La masacre de Flor de la Frontera ocurrió el 17 de enero de 2002 en el distrito de San José de Lourdes, al norte del departamento de Cajamarca. El suceso dejó aproximadamente 14 a 16 muertos, un número desconocido de heridos y desaparecidos, los responsables del ataque fueron nativos de la etnia awajún.

## Contexto
La llegada de colonos a la selva alta de Cajamarca formaba parte del proyecto de 1981 del segundo gobierno de Fernando Belaúnde de considerar a esa parte de la selva amazónica como parte de la «zona de expansión económica» para hacer frente al expansionismo ecuatoriano, ignorando la presencia awajún en esas tierras.
Flor de la Frontera era una localidad formada por colonos provenientes de los andes y la costa peruana, principalmente formado por agricultores pobres y sus familias que buscaban un sitio para asentarse, tratando de también ser admitidos en el  Proyecto Especial de Titulación de Tierras y Catastro Rural (PETT) promovido por el Ministerio de Agricultura en zonas inhóspitas como las selvas fronterizas con Ecuador. Lo que el PETT ignoraba a propósito era que las tierras que entregaba a familias de colonos eran propiedad de comunidades nativas awajún, que se encontraban resguardadas por la justicia peruana y el AIDESEP; Flor de la Frontera corrió con el infortunio de establecerse en un área que los líderes indígenas consideraba el cruce de la línea roja de su paciencia al esperar que el Gobierno central peruano sea el que desaloje a las nuevas familias.

## Historia

### Antecedentes

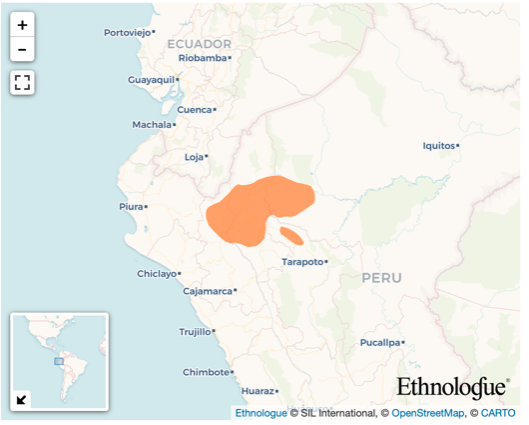
Mapa de la presencia awajún en el Perú.

El 7 de octubre de 1997 el Ministerio de Agricultura durante el gobierno de Alberto Fujimori otorgó a Flor de la Frontera y a toda la zona llamada "Sector de San Pedro" la Resolución Nº 735-97-RENOM/DSRAG-J, lo que legalizaba a las familias agricultoras y ganaderas del pueblo a poder explotar las tierras alrededor. El proyecto formaba parte del PETT que a su vez formaba parte de la intentona de colonizar los territorios de la desaparecida Región Nororiental del Marañón. Lo que el ministerio ignoraba era que el Sector de San Pedro pertenecía a la Comunidad Nativa Naranjos de la etnia awajún.
En 1998 la Fiscalía del Perú intentó retirar a las familias de Flor de la Frontera, pero el pueblo se organizó como una asociación para defender legalmente su existencia, el proceso judicial se estancó hasta 2000 cuando el caso fue llevado a los tribunales de San Ignacio de la Frontera. La Asociación Flor de la Frontera escogió como su representante a Manuel Eugenio Alberca Mondragón, quién informó que el poblado ya había crecido a 140 personas.
En 2001 el juzgado mixto de San Ignacio ordenó el desalojo del pueblo, cosa que aparentemente se dio, pero los mismos colonos terminaron volviendo a asentarse, lo que provocó indignación entre los awajún representados por la Organización Aguaruna de San Ignacio (ORASI); ese mismo año se intentaron otros dos desalojos pero en todos, los colonos y sus familias terminaban volviendo, en esas intentonas se registraron que hasta las mujeres en estado de gestación participaban en los enfrentamientos con la policía para evitar la destrucción de sus casas.

### Planificación de la masacre
El 3 de enero de 2002 el awajún Alberto Ramos Puerta, presidente de la Organización Aguaruna de San Ignacio (ORASI) informó que tomarían acciones para ser ellos mismos quienes desalojen a los andinos y costeños de lo que consideraban su territorio. Las autoridades de la municipalidad provincial y el Poder Judicial de San Ignacio fueron notificados por el ORASI, pero no le tomaron demasiada importancia al no imaginarse la magnitud que su negligencia causaría.
La Policía Nacional del Perú (PNP) y la Defensoría del Pueblo del Perú fueron las únicas instituciones que intentaron evitar el enfrentamiento, la primera con tropas traídas desde Utcubamba y Bagua para desalojar de una vez a Flor de la Frontera, y la segunda intentado convencer a ORASI de no realizar acción alguna por ellos mismos. El intento policial volvió a tener los mismos resultados, los colonos volvieron a la localidad cuando los policías se fueron, mientras que ORASI justificó su decisión al mencionar que tenían el aval del juzgado mixto de San Ignacio ya que «quedaba a la voluntad de la propia comunidad efectuar el
desalojo».
El Ministerio de Agricultura también pidió al Instituto Nacional de Recursos Naturales (INRENA) que le proporcione nuevas tierras en la provincia de Jaén para que el PETT traslade a Flor de la Frontera allí, aunque la asociación se negó a moverse, por considerar las nuevas tierras de muy poco valor y que en las tierras de Flor de la Frontera ya tenían inversiones. El AIDESEP y el Ministerio del Interior estuvieron de acuerdo con la propuesta del Ministerio de Agricultura, e incluso se propusieron a ayudar con la planificación de la nueva localidad de los colonos en Jaén.
El 12 de enero, días antes de la masacre la policía, que fue la más grave pues se usó tropas antidisturbios, registró las palabras de uno de los colonos de la ronda campesina de Flor de la Frontera:

Saquen una orden señores, como ustedes son pudientes, saquen una orden para que de una vez nos maten, acá vamos a morir, acá tenemos vida, acá lo que queremos es nuestro aceite y sal, nosotros trabajamos, nos mantenemos de la chacra, mucho más en este tiempo actual, la situación económica que estamos atravesando (...) no es delito enfrentarse por un pedazo de tierra.

### Masacre

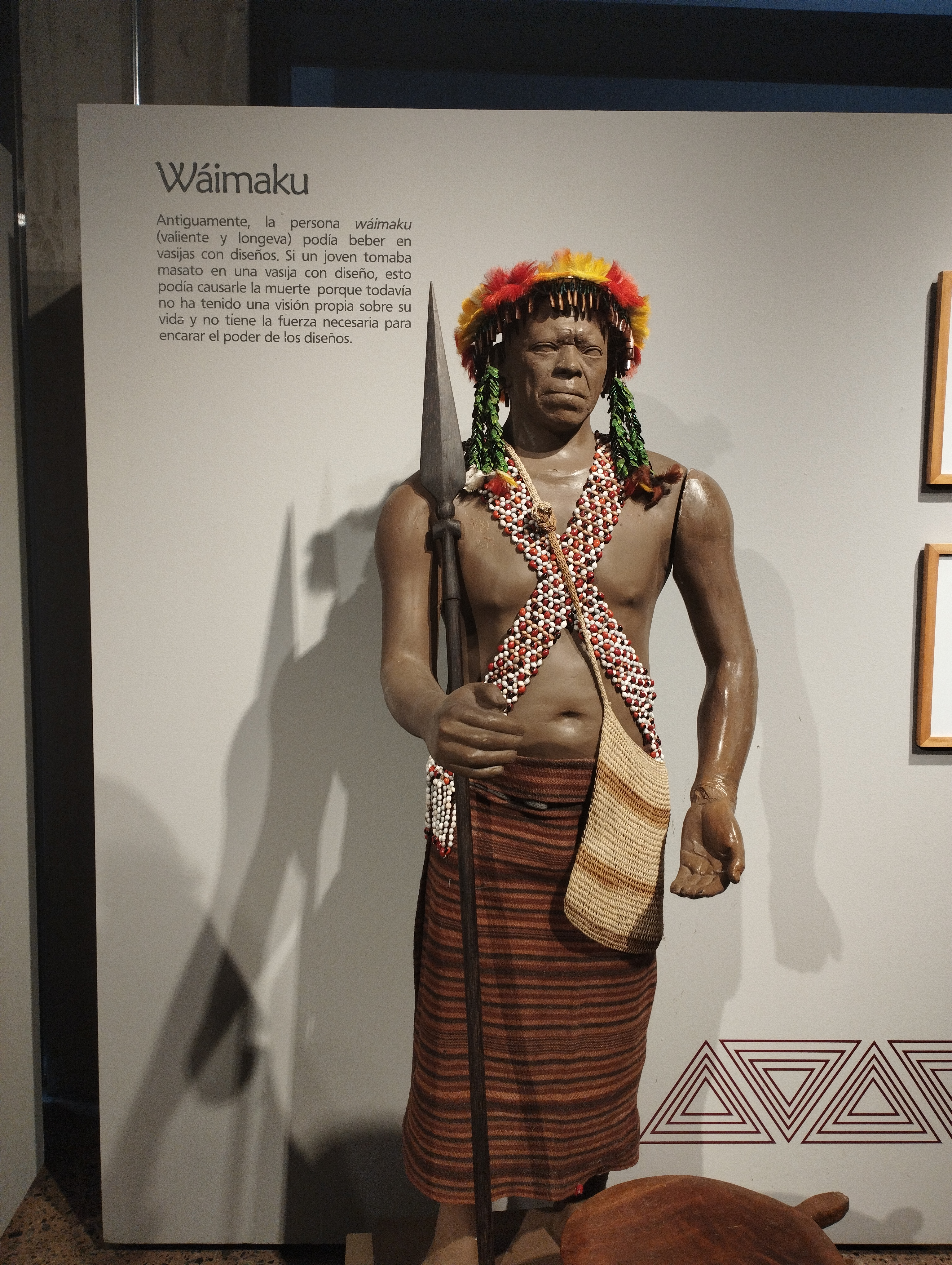
Ejemplo de guerrero awajún, de los cuales participaron en la masacre.

La masacre comenzó en horas de la madrugada, alrededor de las 3 a 4 de la madrugada del 17 de enero, los awajún de ORASI se dividieron en grupos para rodear a Flor de la Frontera y provocar un asedio. Las tropas indígenas comenzaron disparando sus escopetas de carga sobre las casas de los colonos e incendiarlas, ante el caos del ataque, los awajún que se quedaron en las afueras de la localidad atacaban con flecha a todo colono que intentaba huir, mientras que los que se encontraban dentro de la localidad disparaban contra las personas que dormían, incluido niños y mujeres.
Pobladores locales y periodistas captaron por la trocha carrozable a algunos niños que lograron escapar de Flor de la Frontera a la localidad Jorge Chávez, estos mostraban fracturas en los dedos y quemaduras, una de las niñas relata a los locales lo siguiente:

Ellos trajeron hartos cartuchos (...) mi tía se acercó a decirles que no nos maten que su hijita está muerta, a mi hermanito le han dado en la cabecita, yo rogaba de todo corazón que no nos maten, mi papi también, yo quede huérfana.

Luego de la masacre el pueblo fue incendiado, los pobladores y periodistas registraron los relatos de los sobrevivientes, ellos relataron que mataban a los hombres (adultos y jóvenes y niños), mientras que perdonaban a las mujeres a cambio de que les entreguen a sus hijas menores de edad, varias de esas niñas fueron llevadas a puntos desconocidos de la selva.
Los cadáveres presentaban golpe mortales en el cráneo, descuartizamiento con machete y disparos por fusilamiento, los awajún se ensañaron con los bebés varones al romperles la cabeza, mientras que tanto sobrevivientes como cadáveres de mujeres registraban violencia sexual. Los cuerpos tanto de heridos como de fallecidos eran tirados en varias fosas comunes, y algunos de ellos eran rematados con disparo.
Luego de la masacre los heridos fueron trasladados a Jaén y San Ignacio de la Frontera. Varios awajún informaron que cometerían nuevas masacres en todas las localidades del sector de San Pedro si no se retiraban; el fiscal Carlos Osores dijo que no se pudo realizar necropsia de los cadáveres por la falta de recursos para trasladarlos a Jaén, por lo que sus restos fueron entregados a sus deudos.
Según Osores, siete menores de edad, entre 0 a 12 años están entre los muertos, y fueron aproximadamente 100 awajún los que participaron en el ataque, muchos de ellos vieron el ataque a Flor de la Frontera como una resistencia armada, por lo que fueron con sus rostros pintados de negro y rojo en señal de guerra. Investigaciones periodísticas informaron que la mayoría de las niñas raptadas tenían edades alrededor de cinco a seis años.

## Investigaciones
Apus awajún, que formaban parte de la línea más moderada y progresista, informaron que se mostraron en contra del ataque perpetrado por ORASI, mientras que los que planificaron la masacre eran los ancianos de la línea más conservadora y tradicionalista de la etnia, el grupo de ancianos dijo que no entregarían a los responsables directos de la masacre.
Imelda Vega Centeno, antropóloga de Lima, intentó justificar la masacre al mencionar «la responsabilidad mayor no corresponde a los ancianos aguaruanas que ordenaron y perpetraron el ataque, ni a los dirigentes campesinos, sino a la doble e hipócrita normatividad legal de nuestro país».

## Consecuencias
Para evitar que los ánimos belicosos entre Naranjos y los otros pueblos de las rondas campesinas ocasionen una nueva tragedia, el 18 de enero, un día después de la masacre, la Procuraduría General del Estado declaró nulo los títulos de propiedad otorgado por el Ministerio de Agricultura en 1997 en el llamado sector de San Pedro, para marzo del mismo año, Flor de la Frontera de iure había sido abandonado y volviéndose un pueblo fantasma.
El congresista Luis Guerrero Figueroa expresó que «los hermanos aguarunas tenían derecho a reclamar el desalojo de los colonos, pero se tiene que castigar los asesinatos que cometieron».